# ناصر عراق
ناصر عراق (21 مارس 1961 في القاهرة، مصر -) كاتب وصحفي، وروائي وفنان تشكيلي مصري.

## سيرة حياته

### مولده ونشأته
ولد في القاهرة في 21 آذار/مارس 1961، تخرج في كلية الفنون الجميلة بالقاهرة عام 1984. وعمل مديرا لتحرير جريدة اليوم السابع القاهرية، مشرفا على تحرير باب (عطر الأحباب)، ورئيس التحرير التنفيذي لموقع «كايرو دار» (بوابة اليوم السابع المعرفية والتعليمية) في الفترة الواقعة بين ديسمبر 2013 وإبريل 2015.
كان ناصر عراق قد عمل بالصحافة الثقافية في مصر قبل أن يغادر إلى دبي سنة 1999 ليشارك في تأسيس دار الصدى للصحافة ويتولى رئاسة القسم الثقافي في مجلة الصدى الأسبوعية لمدة ستة أعوام، ثم يسهم في تأسيس مجلة دبي الثقافية ويصبح أول مدير تحرير لها بدءًا من العدد الأول في أكتوبر 2004 ولمدة سبع سنوات.
كما شارك عراق في تأسيس جائزة البحرين لحرية الصحافة بالمنامة العام 2010 وكان أول منسق عام لها، فضلا عن توليه موقع المنسق الثقافي والإعلامي في مؤسسة (ندوة الثقافة والعلوم) بدبي. وقد نال عراق جائزة أفضل كتاب التي تنظمها جمعية أصدقاء أحمد بهاء الدين العام 2000 عن كتابه تاريخ الرسم الصحفي في مصر، وجائزة أفضل مقال في الصحافة الإماراتية العام 2004 التي تنظمها مؤسسة تريم عمران للصحافة بالإمارات.

### إنجازات ومساهمات
- عمل مدير تحرير جريدة اليوم السابع المصرية، وظل يكتب عمودًا يوميًا ويحرر باب (عطر الأحباب) الذي كان يصدرالجمعة من كل أسبوع. وعمل رئيس تحرير تنفيذي لموقع كايرو دار بوابة اليوم السابع المعرفية والتعليمية في الفترة الواقعة بين ديسمبر 2013 وإبريل 2015.
- بعد تخرجه عمل محررًا ثقافيًا في العديد من الصحف المصرية مثل (مصر الفتاة/ صوت الشعب/ الأحرار/ الشعب/ العربي/ أخبار الأدب).
- عمل مراسلاً صحفيًا لعدد من الصحف العربية والخليجية مثل (البيان الإماراتية/ الجزيرة السعودية/ القدس العربي).
- في عام 1999 غادر إلى الإمارات ليشارك في تأسيس دار الصدى للصحافة ب دبي ويترأس القسم الثقافي بمجلة الصدى الأسبوعية لمدة ستة أعوام ونصف العام.
- أسهم في تأسيس مجلة دبي الثقافية التي تصدر عن دار الصدى، وكان أول مدير تحرير لها عام 2004 وظل في موقعه لمدة سبعة أعوام حيث أصدر 57 عددًا.
- شارك في تأسيس سلسلة (كتاب دبي الثقافية) عام 2008 وكان أول مدير تحرير لهذه السلسلة حيث أشرف على تحرير وإصدار 33 كتابًا، منها كتب لكوكبة من كبار المبدعين والمثقفين العرب أمثال أدونيس وأحمد عبد المعطي حجازي وعبد العزيز المقالح وجابر عصفور وإبراهيم الكوني وواسيني الأعرج وصلاح فضل وكمال أبو ديب وغيرهم.
- أسهم في تأسيس جائزة البحرين لحرية الصحافة وكان أول منسق عام لها في عام 2010.
- عمل مدير تحرير مجلة الثقافة الجديدة التي تصدر عن هيئة قصور الثقافة بالقاهرة بدءًا من يوليو 2010 حتى مايو 2012.
- عمل منسقا إعلاميًا وثقافيًا لمؤسسة (ندوة الثقافة والعلوم) بدبي من سبتمبر 2010 حتى سبتمبر 2013.
- فاز كتابه (تاريخ الرسم الصحفي في مصر) بجائزة أحمد بهاء الدين في دورتها الأولى عام 2000
- فاز بجائزة أفضل مقال في الصحافة الإماراتية في مسابقة جريدة الخليج الإماراتية عام 2005
- فازت روايته "الأزبكية" بجائزة كتارا للرواية العربية سنة 2016.[2]

## المؤلفات

### روايات
من رواياته:
- أزمنه من غبار عام 2006
- من فرط الغرام عام 2008
- العاطل عام 2011، التي وصلت إلى القائمة القصيرة في الجائزة العالمية للرواية العربية (البوكر العربية) الدورة الخامسة 2012.
- تاج الهدهد عام 2012.
- نساء القاهرة دبي عام 2014.
- الأزبكية عام 2015.
- الكومبارس عام 2016.
- البلاط الاسود عام 2017
- اللوكاندة عام 2020[3]
- الأنتكخانة، 2022.[4]

### أخرى
- ملامح وأحوال.. قراءة في الواقع التشكيلي في مصر 2000، عن المجلس الأعلى للثقافة بمصر.
- تاريخ الرسم الصحفي في مصر 2002.
- الأخضر والمعطوب.. في الثقافة والفن والحياة 2009، عن مؤسسة أخبار اليوم بالقاهرة